# Richard Baker (Journalist)
Richard Douglas James Baker (* 15. Juni 1925 in Willesden, London; † 17. November 2018 in Oxford) war ein britischer Nachrichtensprecher und Hörfunkmoderator, der von 1954 bis 1982 bei der BBC arbeitete.
Der Generaldirektor der BBC Tony Hall beschrieb ihn als face of news for millions („Gesicht der Nachrichten für Millionen“).
Er war Zeitgenosse von Kenneth Kendall und Robert Dougall und 1954 der erste Nachrichtensprecher der BBC Television News und versah dies bis 1982.

## Ausbildung und Militärdienst
Baker wurde 1925 als Sohn von Albert Baker, einem Stuckateur und dessen Ehefrau Jane Isabel (geb. Baxter)
in Willesden, North London geboren. Er besuchte die Kilburn Grammar School (s. engl. Wiki: Queens Park Community School) und studierte in Folge am Peterhouse College, University of Cambridge Geschichte und moderne Sprachen.
Durch den Ausbruch des Zweiten Weltkriegs musste er sein Studium unterbrechen. Baker diente von 1943 bis 1946 in der Royal Naval Volunteer Reserves (RNR) auf einem Minenabwehrfahrzeug, das die Nordmeergeleitzüge mit denen militärisch wichtige Güter von Großbritannien und den USA in die Sowjetunion transportiert wurden, schützte.
Für seine Verdienste wurde er vom Vereinigten Königreich mit dem Arctic Star, von der ehemaligen Sowjetunion mit der Uschakow-Medaille ausgezeichnet.

## Karriere beim Rundfunk
Am Ende des Krieges kehrte er nach Cambridge zurück und schloss zunächst sein Studium (s. o.) ab. Er versuchte sich dann zunächst als Schauspieler am Dolphin Theatre (später: Her Majesty’s Theatre)  in Brighton und auch als Lehrer. 1950 bewarb er sich bei der BBC und präsentierte dann in BBC‘s Third Programme (Radio 3) klassische Musik. Durch seine ruhige, bestimmte Stimme, wurden die Programmplaner vom BBC auf ihn aufmerksam und am 5. Juli 1954 war Baker der erste Sprecher der die BBC-Nachrichten im Fernsehen vortrug. Ab 1948 bis dahin (1954) waren von der BBC Nachrichten im Format „Television Newsreel“ (s. engl. Wiki) die in Form von Dokumentarfilmen (die der „Wochenschau“ im Vorprogramm deutscher Kinos ähnelten) gesendet worden. Allerdings konnten die Zuschauer zunächst nur Richard Bakers Stimme hören, ihn auf dem Bildschirm aber nicht sehen: „Wir durften monatelang nicht auf dem Bildschirm erscheinen, weil befürchtet wurde, dass wir die Vermittlung der Nachrichten mit unangebrachten Gesichtsausdrücken beeinträchtigen könnten. Stattdessen sahen die Zuschauer Bilder zu den (gesprochenen) Nachrichten.“ (Richard Baker) Erst ab 1955 erschienen die Nachrichtensprecher dann auch für die Zuschauer sichtbar auf dem Bildschirm, und ab 1957 waren Richard Baker, Kenneth Kendall und Robert Dougall die „Gesichter“ bei BBC TV News.
Baker präsentierte dann für die nächsten 28 Jahre – bis 1982 – BBC TV news bulletin.
Danach arbeitete er weiter fürs Radio und moderierte 17 Jahre lang „Start The Week“ und „Your Hundred Best Tunes“ bis 2007.

## Privates
Richard Baker heiratete Margaret Martin am 2. Juni 1961 in London. Beide waren zu dieser Zeit Mitte dreißig, kannten sich aber schon seit ihrer Kindheit, da die Mütter der beiden befreundet waren.
Das Paar bekam zwei Söhne; Andrew, der später für den The Daily Telegraph arbeitete, und James, der später Fernsehdirektor bei Red Arrow Studios wurde.